# Krasno (Chorwacja)
Krasno – wieś w Chorwacji, w żupanii licko-seńskiej, w mieście Senj. W 2011 roku liczyła 476 mieszkańców.